# Чобанова, Нина Александровна
Нина Александровна Чобанова (26 марта 1926 — 16 января 2015) — заведующая фермой колхоза «Ленинский луч» Красногорского района Московской области, Герой Социалистического Труда (1971)

## Биография
Родилась 26 марта 1926 года в деревне Павловка (ныне — Тамалинского района Пензенской области) в семье инженера-строителя и домохозяйки.
Семья постоянно кочевала со стройки на стройку. В годы Великой Отечественной войны отец отвечал за снабжение топливом Пензенской области и проходивших на фронт эшелонов. Мать болела и умерла когда Нине было 15 лет.
Отец погиб на фронте, и Нина работала в составе трудового фронта на торфозаготовках в Московской области под Ногинском.
В 1944 году из-за несчастного случая получила травму позвоночника. Врачи Ногинска сумели поставить на ноги сироту.
В 1946 году вместе с предприятием переехала в Кольчиху Красногорского района. В 1950 году по призыву комсомола пришла работать дояркой на ферму. В 1953 году выдала первый рекордный надой, в 1957 году увеличила результат, за что была награждена значком ЦК ВЛКСМ «Молодой передовик производства».
В 1960-е годы вступила в коммунистическую партию, трижды избиралась членом обкома партии, три созыва — членом областного Совета депутатов трудящихся, четырежды была участником ВДНХ, награждена бронзовой, серебряной и золотой медалями ВДНХ. В 1968 году стала ударником коммунистического труда.
С 1963 года работала заведующей фермой в Петрово-Дальнем. За высокие успехи в развитии сельского хозяйства в 1971 году была удостоена звания Героя Социалистического Труда.
С 1988 года — персональный пенсионер союзного значения.
Умерла 16 января 2015 года.